# Řád za zásluhy o poštu a telekomunikace
Řád za zásluhy o poštu a telekomunikace (francouzsky Ordre du mérite des postes et télécommunications) je státní vyznamenání Pobřeží slonoviny. Založen byl roku 1973.

## Historie a pravidla udílení
Řád byl založen dne 18. prosince 1973. Udílen je za rozvoj poštovních a telekomunikačních služeb.

## Insignie
Řádový odznak má tvar červeně smaltované sedmicípé hvězdy s cípy zakončenými zlatými kuličkami. Hvězda je položena na zlatém věnci. Uprostřed hvězdy je kulatý zlatý medailon s vyobrazením slona, kterého obklopují dvě palmové větve. Medailon lemuje zeleně smaltovaný kruh se zlatým nápisem. Ke stuze je odznak připojen pomocí přechodového prvku v podobě zlatého věnce.
Stuha je fialová s pruhy tmavě oranžové barvy lemujícími oba okraje.

## Třídy
Řád je udílen ve třech třídách:

komtur
důstojník
rytíř

- komtur
- důstojník
- rytíř